# Stephane Landois
Stephane Landois (3 de junio de 1994) es un jinete francés que compite en la modalidad de concurso completo.
Participó en los Juegos Olímpicos de París 2024, obteniendo una medalla de plata en la prueba individual por equipos (con Nicolas Touzaint y Karim Laghouag). Ganó una medalla de bronce en el Campeonato Europeo de Concurso Completo de 2023, en la prueba por equipos.

## Palmarés internacional
| Juegos Olímpicos   | Juegos Olímpicos          | Juegos Olímpicos  | Juegos Olímpicos |
| Año                | Lugar                     | Medalla           | Categoría        |
| ------------------ | ------------------------- | ----------------- | ---------------- |
| 2024               | París (Francia)           | Medalla de plata  | Por equipos      |
| Campeonato Europeo |                           |                   |                  |
| Año                | Lugar                     | Medalla           | Categoría        |
| 2023               | Le Pin-au-Haras (Francia) | Medalla de bronce | Por equipos      |